# Egyenáramú gép

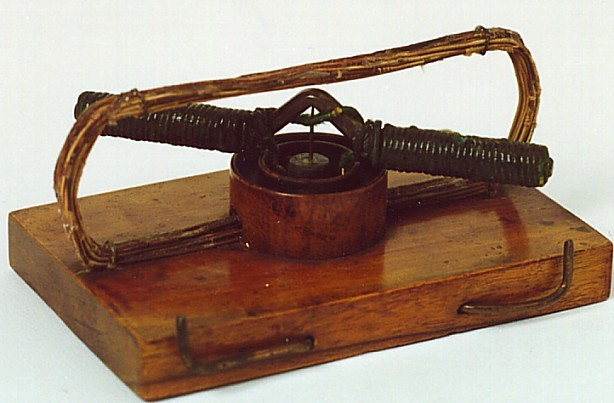
„Villámdelejes forgony”, forgó mozgást végző első egyenáramú motor megvalósítása (Magyar Iparművészeti Múzeum)

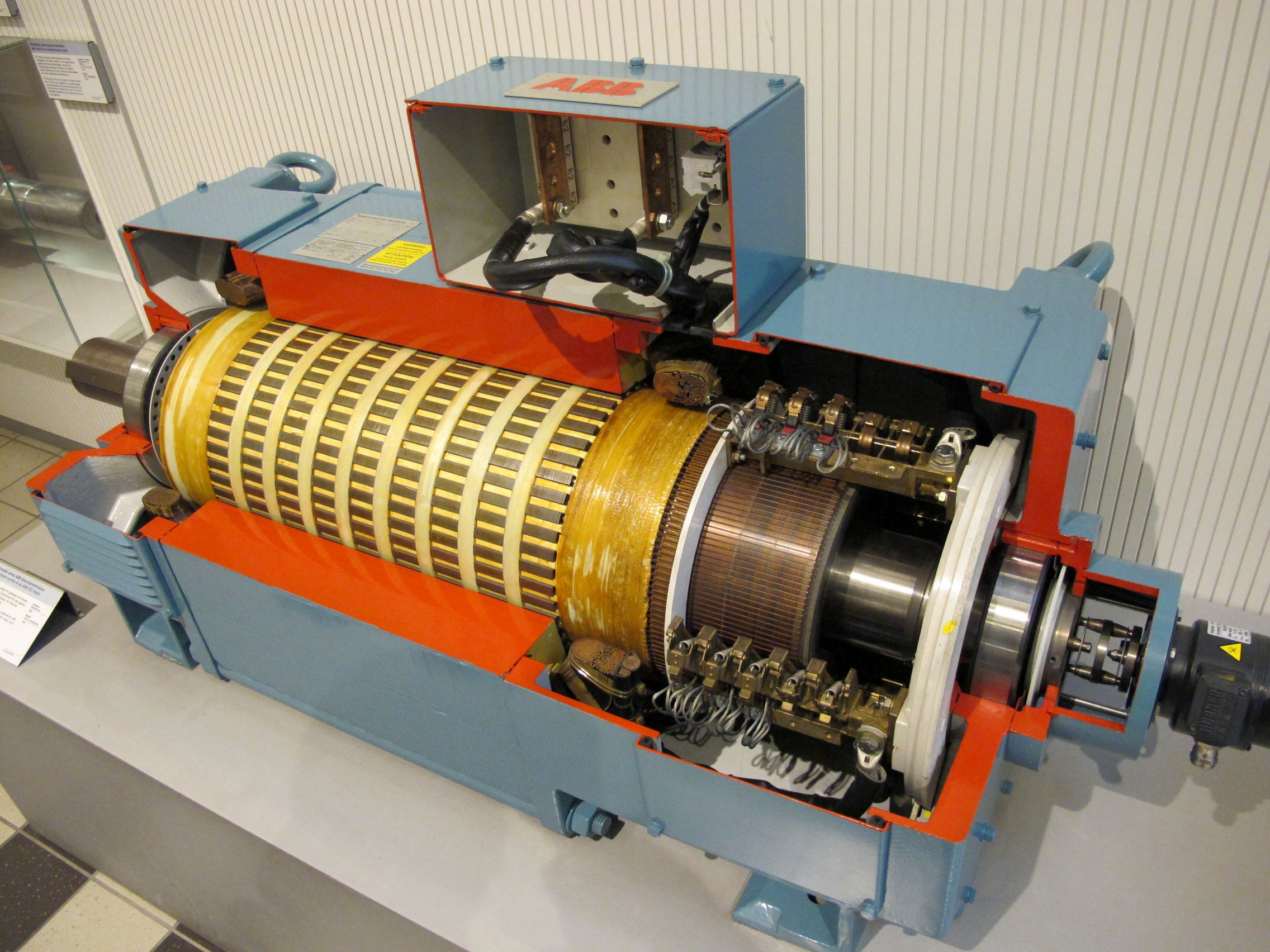
Egyenáramú gép metszete

Az egyenáramú gépek a villamos gépek egyenárammal működő alaptípusát alkotják.  Amennyiben a gép villamos energiát alakít mechanikai energiává, úgy egyenáramú motornak nevezzük, fordított esetben egyenáramú generátorról (dinamóról) van szó. Minden egyenáramú gép mindkét üzemállapotban képes működni.

## Az egyenáramú gépek fajtái
Az egyenáramú gépeket többféle szempont alapján lehet csoportosítani.
Pólusszám szerint:
- monopoláris (egypólusú)
- multipoláris (többpólusú)

Ezek felépítésükben és működésükben is alapvetően eltérőek.
Gerjesztés szerint:
- Soros gerjesztésű
- Párhuzamos gerjesztésű
- Vegyes gerjesztésű
- Független gerjesztésű

Kommutáció szerint:
- Mechanikus kommutációjú szénkefés

A Párhuzamos
B Soros
C Vegyes gerjesztésű elrendezés vázlata

- Elektronikus kommutációjú kefe nélküli

Klasszikus értelemben az egyenáramú gépek a kefés, többpólusú egyenáramú gépeket jelentik.

## Egyszerű kétpólusú, kommutátoros egyenáramú motor
A következő ábrán egy kétpólusú gép elvi felépítése látható:
| Egyenáramú motor forgása | | |
| | | |
| Egyenáramú motor elvi felépítése és működése. Ha a tekercsben áram folyik, körülötte mágneses mező létesül, amely igyekszik az állórész mező irányába állni. | A forgórész a kommutátorral együtt forog, a kefék az állórészhez rögzítettek, és a kommutátor egymástól elszigetelt lemezein csúsznak. | Minden fél fordulatnál a stabil helyzet elérésekor a kommutátor megfordítja a tekercsben folyó áram irányát, így a forgás folytatódik. |

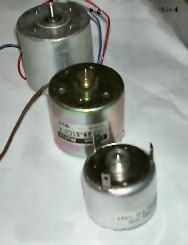
Különféle méretű egyenáramú gépek

Az ábrán látható gép úgy működik, hogy a forgórész pólusait félfordulatonként felcseréljük. Ezen egyszerű motor nagy problémája, hogy az általa szolgáltatott nyomaték a forgórész pozíciójának függvényében kétoldalasan egyenirányított szinuszhullámnak megfelelően változik, és így van nulla helyzete is, amikor a gép nem tud elindulni.
A gép generátorként is tud működni. Ha a tengelyt forgatjuk, a forgórész tekercseiben váltakozó feszültség indukálódik, melynek alakját a mágneses tér és a gép fizikai kialakítása határozza meg. Ez homogén mágneses tér és egyenletes tekercselés esetén közel színuszos jelalakot jelent. Mivel azonban a kommutátor a tekercs végeit félperiódusonként felcseréli, ezért a gép kapcsain kétoldalasan egyenirányított szinuszhullámot kapunk.
Az előbbiek alapján azt is észrevehetjük, hogy a kommutátorszeletek elhelyezése a tekercsekhez képest nem közömbös. Az elhelyezés a gép teljesítménye szempontjából akkor ideális, ha a tekercsek kapcsainak felcserélése motor esetében „nyomaték nulla”, illetve generátor esetében „indukált feszültség nulla” átmenetnél történik. E két pozíció egybeesik. Amennyiben a kommutátort vagy a keféket elforgatjuk, úgy a póluscsere nem nullátmenetben történik, és így a nyomaték, illetve az indukált feszültség középértéke csökken, ezzel csökken a gép teljesítménye is.

## Klasszikus (többpólusú, kefés) egyenáramú gépek felépítése és működése

Klasszikus egyenáramú, (soros) gerjesztőtekerccsel ellátott motor felépítése

Az állórészen egyenáramú gerjesztőtekercsek helyezkednek el, amelyek körbefogják a főpólusok törzseit. 
A gép forgórészén úgynevezett egyenáramú tekercselés helyezkedik el. A tekercselést alkotó tekercsek végei a kommutátorra vannak kivezetve, amely a keféken keresztül csatlakozik a gép kapcsaihoz. A keféken és a kommutátoron keresztül a forgórész tekercselését oly módon kell megtáplálni, hogy a forgórész mágneses tere merőleges legyen az állórész mágneses terére.

## Többpólusú, kommutátoros egyenáramú motor gyakorlati felépítése és működése
A gyakorlatban az egyenáramú gépek felépítése az előbbiektől jelentősen különbözik a forgórészt illetőleg. A forgórész ugyanis hornyolt felépítésű, és a hornyokban helyezkedik el az úgynevezett egyenáramú tekercselés. Ez lehet hullámos vagy hurkos kivitelű. Mindkét esetben a tekercselés a kommutátorszeleteken keresztül rövidre van zárva. A rövidre zárt tekercselésbe annyi ponton lép be, illetve ki az áram, ahány kefével érintkezik a kommutátor. Két kefével rendelkező gép esetében tehát a rövidre zárt tekercselés táplálása úgy képzelhető el, mintha egy gyűrű két pontját egy feszültségforrás kapcsaira kötnénk, és így a gyűrűben két párhuzamos áramút alakul ki.
A frekvencia-feltétel értelmében a forgórész mágneses mezejét mindig a forgórész szögsebességének megfelelő szögsebességgel kell forgatni, csak azzal ellentétes irányban. Ez azt jelenti, hogy a forgórész mezejének az állórészhez képest nem szabad forognia. Ezt az álló állapotot közelítőleg a kommutátor hozza létre, amely egy adott tekercsoldalban megfordítja az áram irányát, ha az áthalad egy mágneses pólushatáron. Ezáltal a forgórész-mező mindig csak egy horonyosztásnyit fordulhat el az állórészhez képest, ezután az előbbi áramirány-váltás miatt helyreáll az elmozdulás előtti mágneses mező.
A gép akkor van jól megépítve, ha az állórész és a forgórész mágneses mezői egymásra "merőlegesek", azaz a 2p mágneses pólussal rendelkező gép esetében az állórész és a forgórész pólushatárai geometriailag 90/p fokra vannak egymástól.

## Egyenáramú gépek jellemzői

### Párhuzamos gerjesztésű gép
A párhuzamos gerjesztésű (mellékáramkörű) gépnél a gerjesztőtekercs egy nagy ellenállású sokmenetes tekercselés, amit a forgórésszel párhuzamosan kötünk, tehát a gép kapocsfeszültsége táplálja.
Motor üzemben a terhelés hatására a felvett teljesítmény nő, a tengely fordulatszáma közel állandó. A motor hajtási tulajdonságait kizárólag a kapocsfeszültség változtatással lehet befolyásolni.
Generátor üzemben a tengelyt állandó fordulatszámmal hajtva a terhelés függvényében a kapocsfeszültség közel állandó. Induláskor a felgerjedés a Jedlik Ányos által leírt dinamóelv alapján történik. A kapocsfeszültséget kizárólag a tengely fordulatszámának változtatásával lehet befolyásolni.

### Független gerjesztésű gép

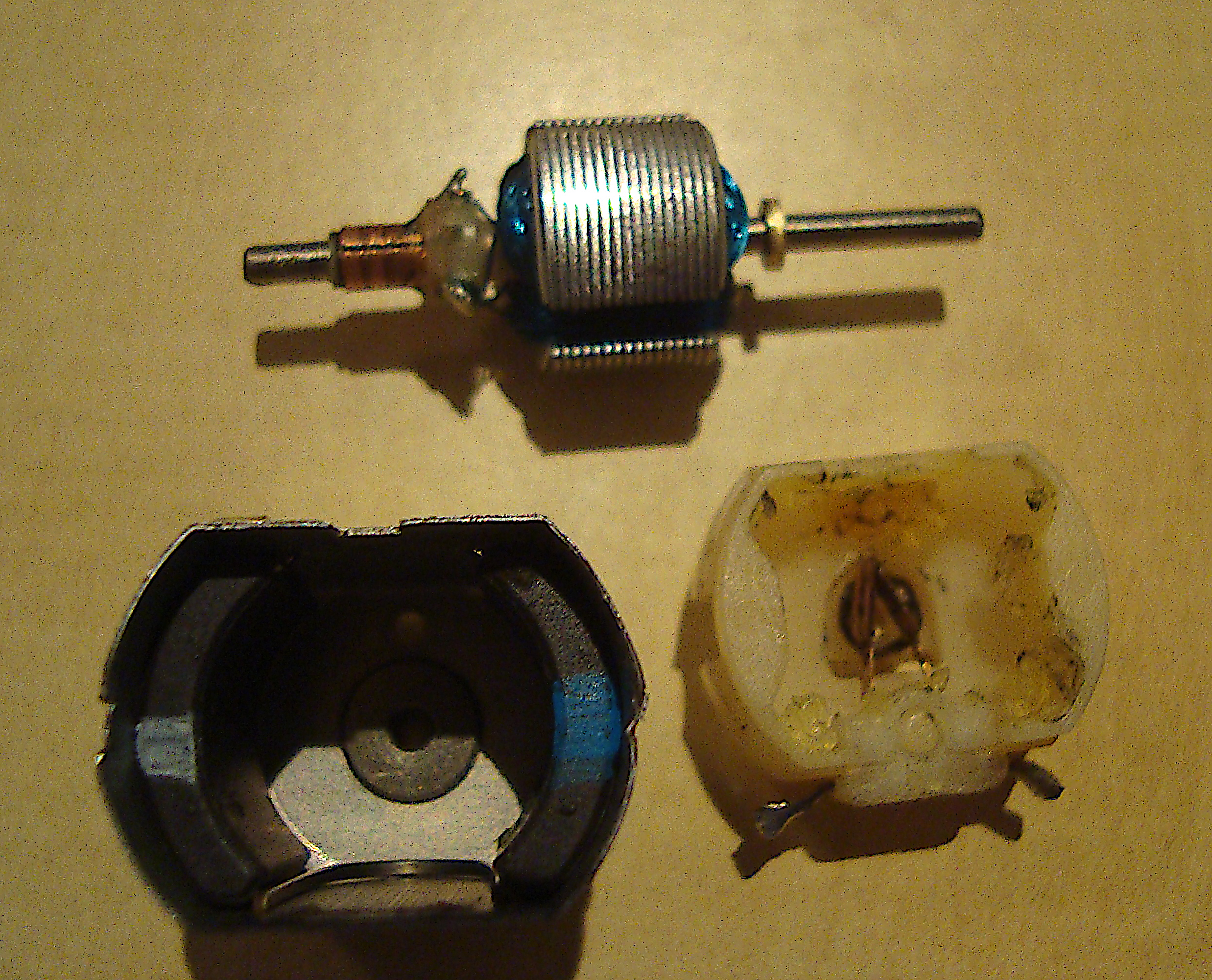
Szétszerelt állandó mágneses gép

A gerjesztőtekercselés a forgórésztől függetlenül kapja a táplálást, ami lehetővé teszi a gép hajtási viszonyainak befolyásolását, a gerjesztőáram segítségével. A független gerjesztésű gép speciális esetének tekinthető az állandó mágneses gép.
Motor üzemben a gép kapocsfeszültségének, vagy gerjesztőáramának szabályozásával szabályozható a gép üzemállapota.
Generátor üzemben a tengely fordulatszámának illetve a gerjesztőáram értékének változtatásával állítható be a kapocsfeszültség.
A gerjesztőáram változtatásával való szabályozás jelentősen alacsonyabb teljesítményszinten történhet, mint a tengely fordulatszámmal, vagy kapocsfeszültséggel történő beavatkozás.

### Soros gerjesztésű gép
Más néven főáramkörű motor: a gerjesztőtekercs a forgórésszel sorba van kapcsolva,  ezért a gerjesztőáram, így a gép fluxusa a forgórészáramtól függ, ezért motorként a fordulatszáma a terhelés növelésével meredeken csökken, illetve az üresjárati fordulatszáma a gép veszteségei által korlátozott magas értékre áll be (a forgórész "túlpörög"), emiatt a nagy teljesítményű soros gerjesztésű motorokat terhelés nélkül nem szabad névleges kapocsfeszültséggel üzemeltetni. Járműhajtásra használják (villamos, de mozdonyoknál is előfordul).
A soros gerjesztésű gép generátoros üzemben csak speciális esetekben használható: csak terhelés esetén gerjeszthető (indul be), és a polaritás nem minden indításnál azonos: ha általában mindig azonos polaritáson használják, mivel a mágnesezettségből egy kicsi megmarad, arra szokott beállni.

### Univerzális motor
Soros gerjesztésű motoroknál ha a tápfeszültség pólusát megfordítjuk, az álló- és forgórészben is megfordul az áram iránya, így az erő ami forgatja a motort (-1)*(-1) = 1-szerese, vagyis azonos marad. így váltakozó áramú táplálásnál is üzemképes. Az univerzális megnevezés ellenére egy 230 V 50 Hz táplálásra tervezett motor nem üzemképes 230 V egyenfeszültségű táplálás esetén. A váltakozó áramú táplálás módosítja a motor viselkedését, minél nagyobb a frekvencia, annál inkább: 
- nő a vasveszteség, mert az állórész tekercseket is állandóan át kell mágnesezni ellentétes irányba
- az állórész tekercselés induktivitása csökkenti a zárlati áramot, ezzel az indítónyomatékot

ezeket figyelembe kell venni. Az univerzális gépeket általában adott frekvenciájú váltóáramra tervezik. A vasúti vontatásnál többek között ezért vezették be a 16 2/3 Hz (50/3) táplálást. Az egyen- és váltakozó feszültségű táplálásra egyaránt méretezett motorok esetén feltüntetik a névleges egyen és váltakozó tápfeszültséget is, amelyek jelentősen eltérnek.
A legjelentősebb szerkezeti eltérés az egyenáramú géphez képest, hogy a váltakozó áramú táplálás miatt az állórészt is lemezelt kivitelben kell elkészíteni.
Univerzális gépeket gyakran használják háztartási gépekben (kávédaráló, porszívó), kéziszerszámokban (fúrógépek, sarokcsiszolók, fűszegély nyírók), illetve régebben vasúti vontatásban.
Generátor üzemben értelemszerűen nem célszerű használni, mert a soros géphez hasonlóan a terhelő áram emelkedésével a kapocsfeszültség is emelkedik. Generátor üzemben véletlenszerű polaritással egyenfeszültséget szolgáltat.
Az univerzális motorok fordulatszáma (a soros gerjesztésű egyenáramú motorokhoz hasonlóan) a terhelés növekedésének hatására csökken, ennek hatására a hálózati áramfelvétele nő, amelynek hatására az áram négyzetével arányosan növekszik a nyomatéka. Ha a motor tengelyét rögzítjük, akkor az átfolyó áramot az álló és a forgórész rezisztenciájának az összege határozza meg. Ebben az állapotban az áram és a nyomaték is nagyon nagy. Ha a gép nincs erre az állapotra méretezve akkor a nagy áram túlmelegedést, a nagy nyomaték törést okozhat.

## Armatúra visszahatás
|  |  |

Az armatúra visszahatás kialakulása és a kommutációs vonal elfordulása

A forgórész mágneses mezeje az állórész mágneses mezejével kölcsönhatásba lépve annak alakját a forgórész áramától (terheléstől) függő mértékben eltorzítja, amely a gép fluxusának csökkenéséhez, ezért motor üzemben a fordulatszám nem kívánt emelkedéséhez, generátor üzemben a kapocsfeszültség csökkenéséhez vezet, illetve a kommutációs viszonyokat rontja.
Ennek kiküszöbölése történhet a gép kivitelétől függően:
- a légrés növelésével
- a gerjesztőáram emelésével
- az állórészen kialakított segédpólusokkal, amelyek a forgórész mágneses terének hatását kompenzálják
- a főpólusok sarujában hornyokban kialakított kompenzáló tekercselésekkel
- a kommutátor elfordításával (emiatt a kommutáció a módosult mágneses térben is a semleges vonalba esik).

## Az egyenáramú motorok indítása
Az egyenáramú motorok indítóárama a névleges áram 10-30 szorosa is lehet, amely nem csak a hálózatot terheli meg, hanem a kommutátort és a motor szerkezeti részeit is túlterhelheti, ezért egyenáramú gépet közvetlenül tápfeszültségre kapcsolással csak egészen kis teljesítmények esetén lehet indítani.

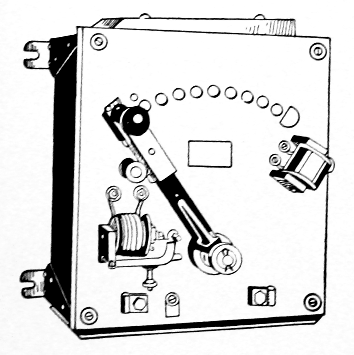
Kézi motorindító berendezés 1917-ből, túlterhelés és feszültségkimaradás elleni védelemmel

A közvetlen hálózatra kapcsoláskor lökésszerű mechanikai és villamos igénybevételek lépnek fel, ami mechanikai lengéseket okozhat. Ezeket a hajtás méretezésekor figyelembe kell venni.
Az indítóáram korlátozására az egyik módszer ellenállásokat sorba kötni a motorral, az indítási folyamat során az ellenállásokat fokozatosan rövidre zárva a motor áramát az elfogadható tartományban lehet tartani.
A korszerű elektronikus motorindító áramkörök lehetővé teszik az állandó árammal, meghatározott idő alatt, vagy a technológiai igények szerinti egyéb motorindítási karakterisztika automatikus kezelését.